# Ganbare Goemon Gaiden: Kieta Ōgon Kiseru
Ganbare Goemon Gaiden: Kieta Ōgon Kiseru (がんばれゴエモン外伝 きえた黄金キセル?  lit. "Ganbare Goemon Gaiden: La pipa de oro que desapareció") es un videojuego de la serie Ganbare Goemon, publicado originalmente para Famicom (NES) por Konami en Japón el 5 de enero de 1990. Es el primer videojuego de rol de Goemon y el tercer juego de la serie en aparecer para una videoconsola de Nintendo.

## Argumento
Mientras Goemon está rezándole a sus antepasados, se da cuenta de que su pipa ha desaparecido. Ayudado por Ebisumaru, Goemon parte en su búsqueda. Este juego introdujo muchos personajes que aparecieron después en la serie, como Yae.